# 八千代 (新潟市)
八千代（やちよ）は、新潟県新潟市中央区の町字。現行行政地名は八千代一丁目及び八千代二丁目。住居表示実施済み区域。郵便番号は950-0909。

## 概要
1968年（昭和43年）の住居表示施行に伴い付与された町名で、一丁目と二丁目から成る。
八千代橋のたもとにある地域で、二丁目の一部は万代一・二丁目と共に万代シテイの開発区域となっており、新潟伊勢丹やビルボードプレイス（BP・BP2）などが立地している。

### 隣接している町字
北から東回り順に、以下の町字と隣接する。
- 万代
- 幸西
- 春日町
- 南万代町

※信濃川を挟んで川端町と隣接。

## 世帯数と人口
2018年（平成30年）1月31日現在の世帯数と人口は以下の通りである。
| 丁目         | 世帯数  | 人口  |
| ------------ | ------- | ----- |
| 八千代一丁目 | 136世帯 | 264人 |
| 八千代二丁目 | 58世帯  | 123人 |
| 計           | 194世帯 | 387人 |

## 歴史
- 1968年（昭和43年） - 住居表示施行に伴い、流作場（りゅうさくば）の一部などから八千代（一、二丁目）に町名を変更。
- 2007年（平成19年）4月1日 : 新潟市の政令指定都市移行により、中央区の町丁となる。

## 小・中学校の学区
市立小・中学校に通う場合、学区は以下の通りとなる。
| 丁目         | 番地 | 小学校               | 中学校             |
| ------------ | ---- | -------------------- | ------------------ |
| 八千代一丁目 | 全域 | 新潟市立南万代小学校 | 新潟市立宮浦中学校 |
| 八千代二丁目 | 全域 | 新潟市立南万代小学校 | 新潟市立宮浦中学校 |

## 地域

### 1丁目

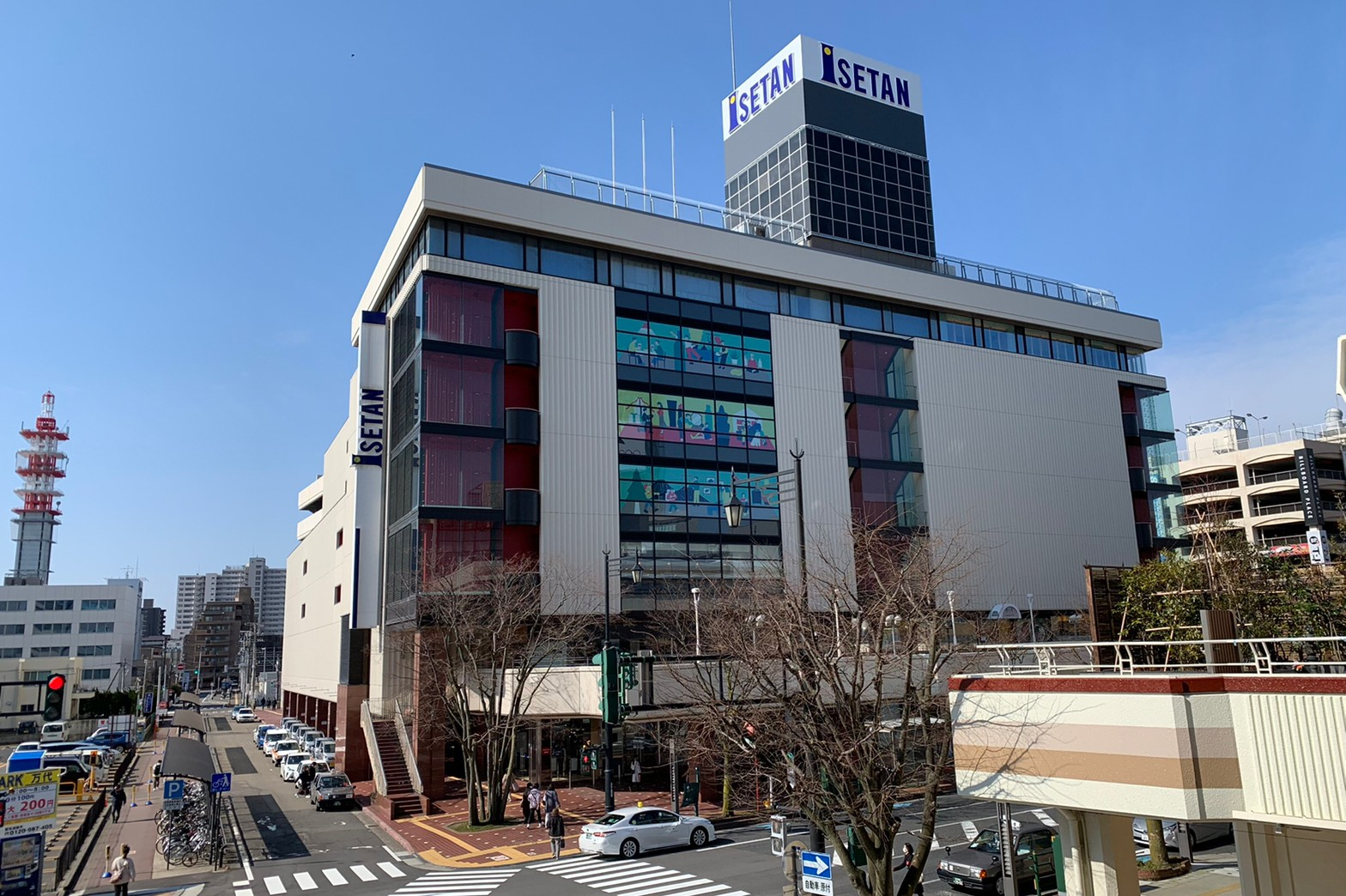

主な企業・施設
- 新潟伊勢丹
- 藤田金属 本社
- 大成建設 北信越支店
- 第一建設工業 本社
- 新潟市総合福祉会館
- NTTドコモ新潟支店

### 2丁目
主な企業・施設
- 万代シテイビルボードプレイス
- アクロスニイガタ
- 新潟万代病院
- NST新潟総合テレビ
- 丸三商会
- 和田八千代ビル
- ライズ万代

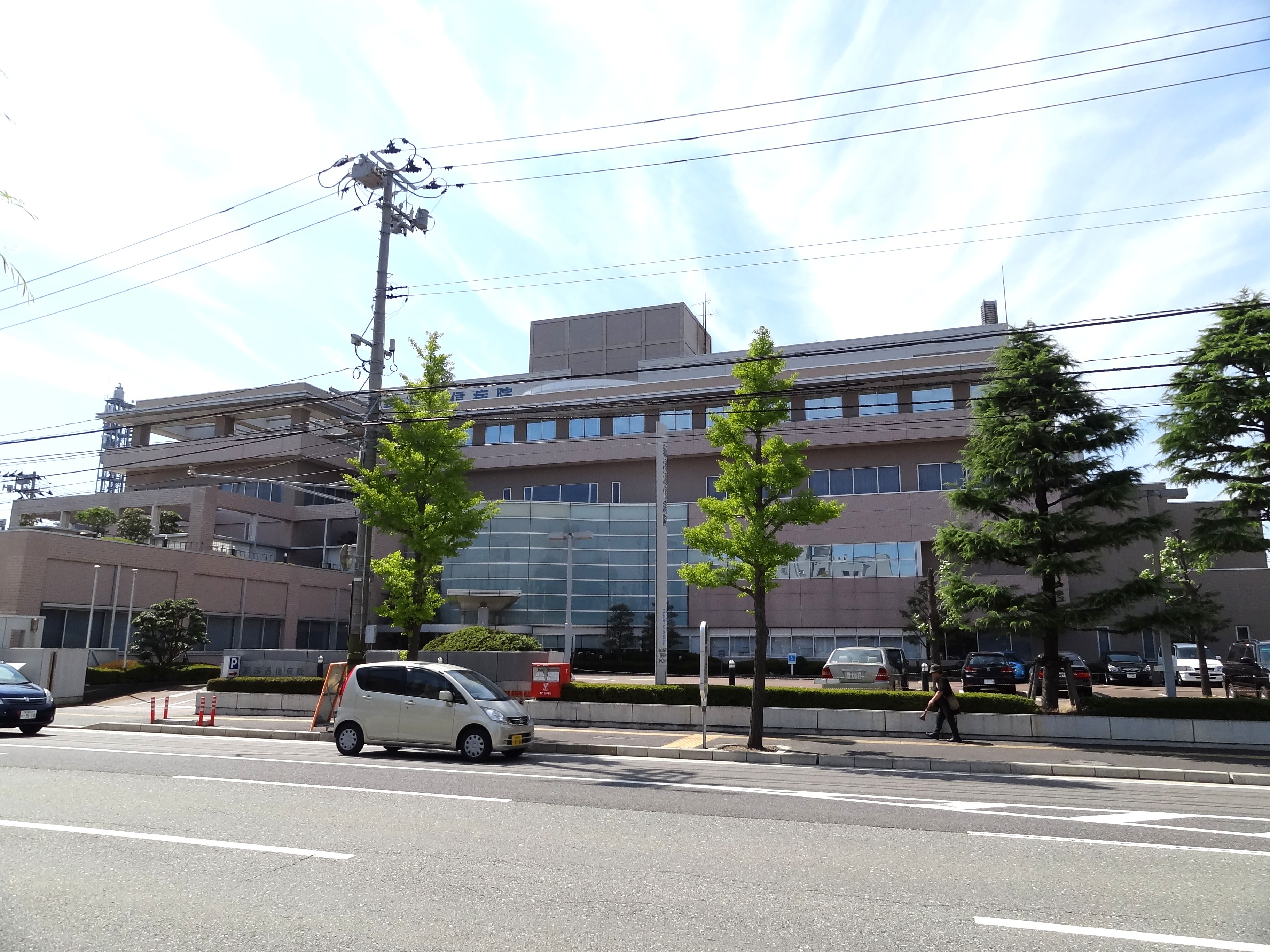
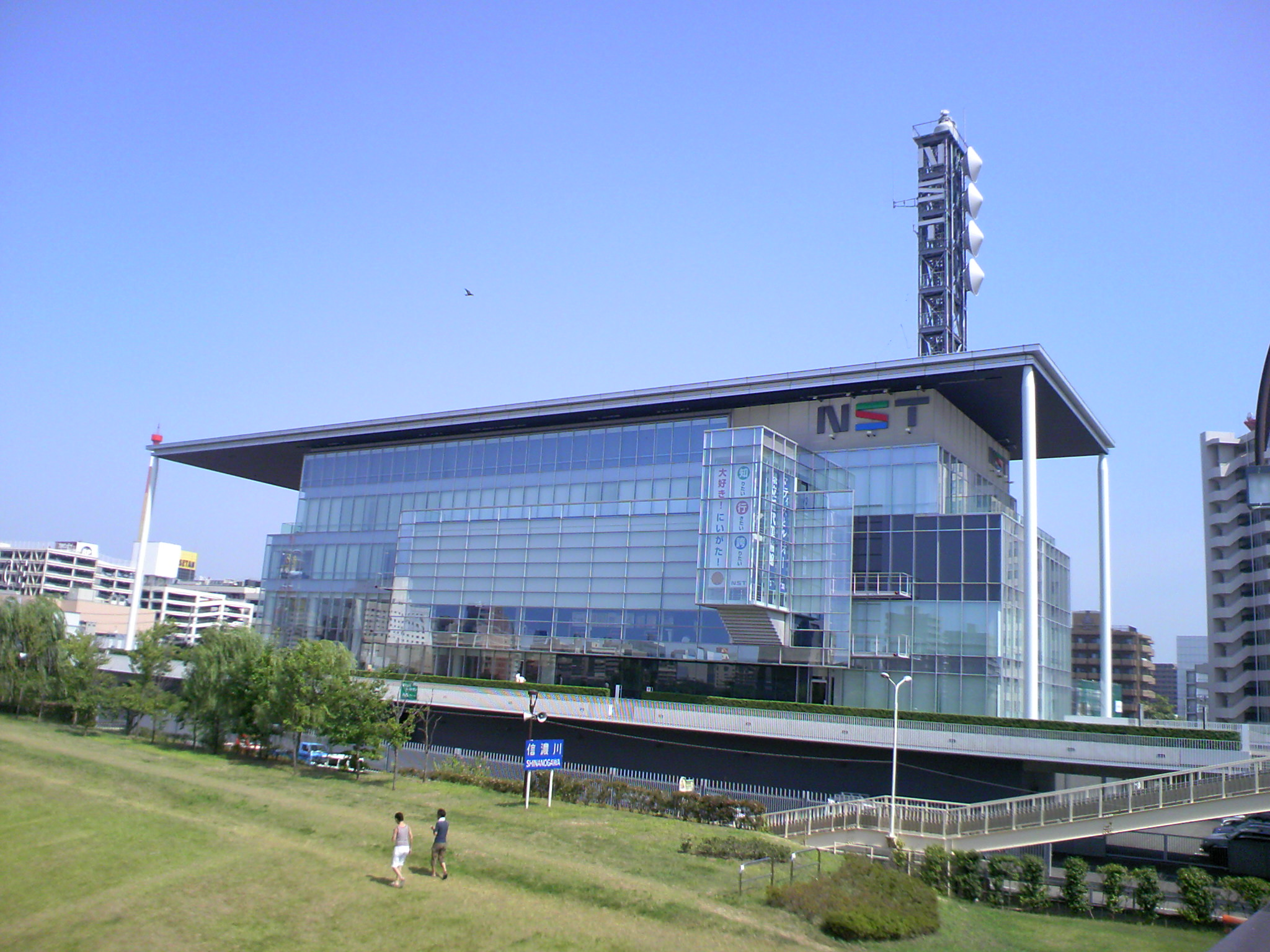

- 万代八千代の杜住宅公園 - 2021年オープンの住宅展示場[7]。